# Козлово (Рузский городской округ)
Козлово — деревня сельского поселения Волковское Рузского района Московской области. Численность постоянно проживающего населения — 2 человека на 2006 год, в деревне числятся 3 улицы. До 2006 года Козлово входило в состав Никольского сельского округа. Ранее в Козлово существовала церковь Флора и Лавра, 1798 года постройки, разрушенная в первой половине XX века.
Деревня расположена на севере района, примерно в 23 километрах севернее Рузы, на безымянном пересыхающем ручье бассейна реки Озерна, высота центра над уровнем моря 200 м.